# 2度目の恋は嘘つき
『2度目の恋は嘘つき』（にどめのこいはうそつき）は、畑亜希美による日本の漫画作品。
『プチコミック』（小学館）にて2010年12月号から2012年9月号まで連載された。単行本は全5巻。

## あらすじ
大学時代から10年間、一途に先輩の夏樹を想い続けてきた澄は、会社に新しくできた社員食堂で、彼の弟・皐月と出会い、「女のピークを過ぎた出がらし」と言われる。追い討ちをかけるように夏樹からは結婚を報告され、結婚式の二次会の幹事を依頼される。気丈に振る舞うも、夏樹を前にすると辛くなってしまう澄を気遣って、皐月が突然交際宣言をする。夏樹の結婚式が終わったらきちんと別れようとするが……。
恋愛初心者の澄の2度目の恋が始まる。

## 登場人物
長谷川 澄（はせがわ すみ）
28歳。化粧品会社、ピンキーアヴェニューの企画部。
小学校・中学校・高校とバレーボールに打ち込み、大学でもバレーサークルに入り、そこで知り合った夏樹に試合で負けてしまったことを慰められて以来、10年間一途に想い続けていた。そのため、恋愛経験は皆無。デコピンが得意。
大庭 夏樹（おおば なつき）
澄の大学の1年先輩。ピンキーアヴェニューの営業部。
大庭 皐月（おおば さつき）
夏樹の弟。ピンキーアヴェニューの社員食堂のギャルソン。大学4年生。女馴れしている。
清香（きよか）
ピンキーアヴェニューの若き社長。先代社長の孫で、若者の心を掴むヒット商品を数々生み出した。全社員の8割を占める女子社員のために、福利厚生の一つとしてイケメンギャルソンが接客する社員食堂を作った。
樋口 真吾（ひぐち しんご）
ギャルソンの1人。細やかな気遣いを忘れない。
吉田 悠太（よしだ ゆうた）
ギャルソンの1人。女子社員に奇妙な髪飾りを勧める。
飯田 権三郎（いいだ ごんざぶろう）
ギャルソンの1人。葛飾柴又生まれ。ラップ口調。

## 単行本同時収録
- 「清香の潤い探訪〜ギャルソン誕生秘(恥)話〜」 - 単行本第1巻に描き下ろし収録、皐月らギャルソンの採用面接の様子が描かれる。
- 「味見はまだダメ」（『プチコミック』2010年12月号増刊） - 単行本第1巻に収録、大学時代の澄と中学時代の皐月の出会いを描いている。
- 「一口味見をさせてあげる」（『プチコミック』2010年11月号） - 単行本第2巻に収録、社食ができる前の清香を描いている。
- 「menu # 16.5 The Cooking Boy」 - 単行本第4巻に描き下ろし収録、16話皐月の後日談
- 「私はチェリー」（『プチコミック』2007年7月号） - 単行本第4巻に収録。

## 書誌情報
- 畑亜希美 『2度目の恋は嘘つき』 小学館〈プチコミックフラワーコミックスα〉 全5巻
  1. 2011年4月08日発売、ISBN 978-4-09-133740-5
  2. 2011年8月10日発売、ISBN 978-4-09-134002-3
  3. 2012年1月10日発売、ISBN 978-4-09-134184-6
  4. 2012年5月10日発売、ISBN 978-4-09-134399-4
  5. 2012年11月9日発売、ISBN 978-4-09-134680-3